# Nenney Shushaidah Binti Shamsuddin
Nenney Shushaidah Binti Shamsuddin (c. 1975) és una advocada malaia que ha estat jutgessa al Tribunal Suprem de Xaria a Selangor des de 2016. Ella i Noor Huda Roslan són les dues úniques jutgesses d'aquest tribunal de Malàisia.
Shamsuddin ha rebut cobertura internacional per haver supervisat casos de poligàmia i khalwat. Ha declarat que xaria, especialment en casos de poligàmia, "existeix per protegir els drets de les dones".
Shamsuddin va treballar en una agència d'ajuda legal durant tres anys abans de deixar-ho per treballar pel sistema judicial de Putrajaya. Va treballar en el departament de fiscalia fins al 2016. L'any 2016, va ser nomenada jutgessa en el Tribunal Suprem de Xaria. Ella i Roslan van convertir-se en les dues primeres dones del tribunal.
Shamsuddin té tres fills. Va estudiar a la Universitat Nacional de Malàisia, on va cursar graus en psicologia i estudis islàmics i va obtenir un diploma en l'administració de la jurisprudència islàmica i la xaria.
L'any 2018, va formar part de la llista 100 Women BBC. Va ser l’única dona de Malàisia que hi va figurar aquell any.